# Mykoła Moroziuk
Mykoła Mykołajowycz Moroziuk, ukr. Микола Миколайович Морозюк (ur. 17 stycznia 1988 w Czerwonogrodzie) – ukraiński piłkarz, grający na pozycji pomocnika, reprezentant Ukrainy.

## Kariera piłkarska

### Kariera klubowa
Jest wychowankiem szkoły piłkarskiej Karpaty Lwów, a później (od 2005 roku) Dynama Kijów. Po akademii początkowo grał w młodzieżowej kadrze Dynamo-3, Dynamo-2, a także w rezerwach. W podstawowej jedenastce Dynama debiutował w maju 2008 roku.
W meczu za Superpuchar Ukrainy w 2007 strzelił ostatniego gola w serii karnych z Szachtar Donieck. Latem 2009 został wypożyczony do Obołoni Kijów, a zimą 2010 roku do Krywbasa Krzywy Róg. Po zakończeniu kontraktu z Dynamem, w czerwcu 2010 podpisał 3-letni kontrakt z Metałurhiem Donieck. 23 lipca 2014 ogłoszono o przejściu do Anży Machaczkała, ale kontrakt jednak nie został podpisany i piłkarz powrócił do Metałurha. 23 maja 2015 anulował kontrakt z donieckim klubem, a już 27 maja podpisał 3-letni kontrakt z klubem w którym rozpoczął karierę – Dynamo Kijów. 10 stycznia 2019 został wypożyczony do Çaykur Rizespor. 27 czerwca 2019 klub wykupił transfer piłkarza.

### Kariera reprezentacyjna
Występował w reprezentacjach juniorskich Ukrainy. W reprezentacji U-17 rozegrał 10 meczów (1 gol), w U-19 – 28 meczów (2 goli), a w U-21 – 18 meczów (3 goli). 17 listopada 2010 roku debiutował w narodowej reprezentacji Ukrainy w zremisowanym 2:2 meczu towarzyskim ze Szwajcarią.

## Sukcesy klubowe
Dynamo Kijów
- mistrz Ukrainy: 2008/09, 2015/16
- zdobywca Superpucharu Ukrainy: 2007, 2016

Metałurh Donieck
- finalista Pucharu Ukrainy: 2011/12

### Odznaczenia
- tytuł Mistrza Sportu Ukrainy: 2012[11].